# Solanum leucocarpon
Solanum leucocarpon ist eine Art der Gattung Nachtschatten (Solanum). Innerhalb der Gattung wird sie in die Geminata-Klade eingeordnet, innerhalb dieser Klade ist sie die am meisten verbreitetste Art und zeigt im Verbreitungsgebiet starke morphologische Schwankungen.

## Beschreibung

### Habitus und Blätter
Solanum leucocarpon ist ein bis sechs Meter Wuchshöhe erreichender Strauch oder kleiner Baum, dessen junge Stämme und Blätter dicht, borstig mit feinen einzelligen oder einreihigen Trichomen mit einer Länge von bis zu 0,2 mm behaart sind. An älteren Stämmen fehlt diese Behaarung teilweise, die Borke ist rötlich-grau.
Je zwei Laubblätter unterschiedlicher Form stehen zusammen, Unterschiede zwischen beiden Blattformen bestehen nur in Größe und Form. Die größeren sind 10 bis 19 × 4 bis 10,5 cm groß, besitzen sechs bis zehn paar Hauptvenen, die auf der Oberseite vertieft und auf der Unterseite hervorstehend und gelblich sind. Die Spitze ist zugespitzt, die Basis zugespitzt bis (oftmals ungleichmäßig) keilförmig. Die Blattstiele sind 1,2 bis 3 cm lang. Die Blätter der kleineren Blattform sind 3,5 bis 8 × 3 bis 6,5 cm lang, die Spitze ist zugespitzt, die Basis abgerundet, gelegentlich etwas herzförmig. Die Blattstiele sind 0,5 bis 1 cm lang. Die Grundform aller Blätter ist elliptisch mit der größten Breite in der Mitte. Die Oberseite ist für gewöhnlich unbehaart, nur selten findet man einreihige Trichome an den Blattvenen. Die Behaarung der Unterseite ist stark variabel, es gibt Exemplare ohne Behaarung, mit dichten einreihigen borstigen Haaren entlang der Venen oder auch dichte Behaarung mit spärlicher bis dichter Behaarung entlang der Hauptvenen, jedoch nicht auf den Venen selbst, bei manchen Exemplaren breitet sich diese Behaarung auch bis auf die Blattfläche aus.

### Blütenstände und Blüten
Die einfachen Blütenstände stehen den Blättern entgegengesetzt, sind 1 bis 4 cm lang, bestehen aus fünf bis 15 Blüten, sind gelegentlich unbehaart, meistens jedoch mit feinen, einreihigen Trichomen mit einer Länge zwischen 0,1 und 0,5 mm behaart. Die Blattstielnarben treten in Paaren auf, die eng zusammenstehen, zwischen zwei Paaren ist jeweils etwa ein Abstand von 1 bis 3 mm. Die jungen Knospen sind kugelförmig, bald werden sie von der Krone durchstoßen, so dass die Knospe angespitzt ellipsoid erscheint. Während der Blüte sind die Blütenstiele 1,3 bis 1,7 cm lang und 0,5 mm dick, während der Fruchtreife verholzen die Blütenstiele, werden 1 bis 1,5 (2,5) cm lang und verdicken sich auf 1 mm an der Basis bis hin zu 5 mm etwa 5 mm unterhalb der Spitze.
Der Blütenkelch besteht aus einer 1 bis 3 mm langen Kelchröhre, die unbehaart oder fein behaart ist und nur schwach ausgeprägte, dreieckige 0,1 bis 1 mm lange Kelchlappen hat. Diese Kelchlappen sind zugespitzt, die Zuspitzung beginnt oftmals unterhalb des Kelchrandes. Die Krone ist weiß und wachsig, teilweise mit einer violetten Färbung, 1,5 bis 2,8 cm im Durchmesser. Die Kronblätter sind nur knapp an der Basis verwachsen, die Kronlappen sind eng dreieckig, papillös oder entlang der Ränder und der Spitze mit einreihigen Trichomen besetzt. Während der Blüte sind die Kronlappen glatt, die Vertiefungen zwischen den verwachsenen Teilen der Kronblätter sind membranartig.
Die Staubblätter (Antheren) sind orange bis tief orange-violett, 3,5 bis 6 mm lang, 1 bis 1,2 mm breit, an der Spitze ist ein Bereich von 0,5 bis 1 mm etwas blasser und verdickt. Während der Blütezeit sind sie eng zueinandergeneigt, sie öffnen sich durch tropfenförmige Poren an den Spitzen. Die freistehenden Teile der Staubfäden sind 0,5 mm lang, die unteren Teile der Staubfäden bilden eine Röhre von 0,2 bis 0,5 mm Länge. Der Fruchtknoten ist unbehaart, der Griffel ist gerade und 7 bis 9 mm lang, der Stempel ist keulenförmig und fein papillös.

### Früchte
Die Früchte sind kugelförmige Beeren von 1 bis 1,5 cm Durchmesser, die bei Reife gelblich-grün werden. In den Früchten sind blass gelblich-braune, flach-nierenförmige Samen mit einer Größe von 3 bis 3,5 × 1,5 bis 2 mm, der Rand der Samen ist verdickt, die Oberfläche ist fein gekörnt.

## Verbreitung
Diese Art ist in Südamerika bis nach Panama weit verbreitet, wächst von Meereshöhe bis in Höhenlagen von 1500 m NN.

## Systematik

### Äußere Systematik
Solanum leucocarpon bildet den Mittelpunkt einer Gruppe von Arten, die in der Geminata-Klade der Gattung Solanum platziert ist.

### Innere Systematik
Innerhalb des Verbreitungsgebietes gibt es verschiedene Gruppen von Exemplaren mit unterschiedlichen morphologischen Eigenschaften. Teilweise werden die Pflanzen aufgrund oberflächlich ähnlicher Blüten mit Arten aus der ehemaligen Gattung Cyphomandra (Tamarillo) verwechselt.
Folgende morphologische Gruppen lassen sich innerhalb der Art unterscheiden:
1. im nördlichen Südamerika und in Guayana haben die Pflanzen fleischige Blüten und sind auf der Blattunterseite behaart. Die Trichome sind lang und dünn, einreihig, einfach oder geästelt, wobei beide Typen auf einem Blatt vorkommen
2. In der Gegend um Manaus und im Tal des Rio Negro sind die Populationen nahezu haarlos und die Blüten sind für gewöhnlich etwas kleiner. Zunächst wurden diese Pflanzen als Solanum coarense beschrieben, später jedoch der Art zugeordnet.
3. Im östlichen und südöstlichen Amazonasbecken besitzen die Pflanzen kleinere Blüten und kürzer Trichome. Die Blätter sind meisten mit kleinen, aufrechten, meist einfach, einreihigen Trichomen behaart. Gelegentlich treten einige kürzere Haare wie die aus der ersten Gruppe entlang der Mittelrippe auf der Blattunterseite auf. Diese Pflanzen wurden als Solanum patellare beschrieben.
4. In den Bergen des westlichen Guayana gibt es Populationen mit glänzenden, unbehaarten Blättern und relativ kleinen Blüten.
5. Die als Solanum eshbaughianum beschriebene Variante aus Panama ist nur von ein oder zwei Exemplaren bekannt. Diese sind extrem stark behaart.
6. Eine als Solanum coibae beschriebene Variante ist ebenfalls nur durch wenige Exemplare aus Panama bekannt. Diese haben so gut wie keine Behaarung, die Blütenstiele werden bei Fruchtreife etwas länger als die anderer Populationen, weisen aber auch die charakteristische Schwellung anderer Solanum leucocarpon auf.